# Lista de representantes permanentes do Senegal nas Nações Unidas
Esta é uma lista de representantes permanentes do Senegal, ou outros chefes de missão, junto da Organização das Nações Unidas em Nova Iorque.
O Senegal foi admitido como membro das Nações Unidas a 28 de setembro de 1960.
| Início | Término | Representante permanente (Chefe de missão) | Cargo                    | Credenciais |
| ------ | ------- | ------------------------------------------ | ------------------------ | ----------- |
| 1960   | 1968    | Ousmane Socé Diop                          | Representante permanente |             |
| 1968   | 1971    | Ibrahima Boye                              | Representante permanente |             |
| 1971   | 1979    | Médoune Fall                               | Representante permanente | 1971-08-27  |
| 1979   | 1980    | Falilou Kane                               | Representante permanente |             |
| 1980   | 1988    | Massamba Sarre                             | Representante permanente |             |
| 1988   | 1991    | Absa Claude Diallo                         | Representante permanente |             |
| 1992   | 1996    | Kéba Birane Cisse                          | Representante permanente |             |
| 1996   | 2001    | Ibra Deguéne Ka                            | Representante permanente | 1996-05-03  |
| 2001   | 2004    | Papa Louis Fall                            | Representante permanente | 2001-09-12  |
| 2004   | 2010    | Paul Badji                                 | Representante permanente | 2004-02-17  |
| 2010   | 2014    | Abdou Salam Diallo                         | Representante permanente | 2010-11-19  |
| 2014   | atual   | Fodé Seck                                  | Representante permanente | 2014-09-19  |